# NESticle
NESticle é um emulador de Nintendo Entertainment System, criado por Sardu da Bloodlust Software.[carece de fontes?] Lançado em 3 de Abril de 1997, o software altamente popular foi feito para ser executado em DOS e Windows 95. Foi o primeiro emulador freeware de NES, e é considerado o emulador mais usado na década de 90. Inicialmente, oferecia apenas algumas funcionalidades, bem como suportava apenas uma certa quantidade de games, mas seu desenvolvimento cresceu muito rapidamente, e em pouco tempo, foi responsável por introduzir o conceito de playthrough gravável na emulação, assim como a possibilidade do usuário fazer seu uso para criar seus próprios hacks gráficos, através de um editor gráfico integrado.
Apesar do emulador não ser mais atualizado e ter se tornado obsoleto devido o progresso de outros projetos, o NESticle continua tendo bastante destaque em listas dos melhores emuladores. Também continua sendo uma boa escolha para a emulação em computadores antigos (486 ou anteriores).

## Desenvolvimento
NESticle foi apresentado em seu lançamento inicial como NESticle v0.2 em 3 de Abril de 1997. Seu nome é uma amálgama de "NES" (uma abreviatura do console a ser emulado) e "testicle" ("testículo" em inglês). Tendo sido feito para rodar apenas em DOS e Windows 95, oferecia uma ínfima quantia de funcionalidades, tendo compatibilidade com uma pequena quantia de jogos. Foi um dos primeiros emuladores gratuitos de sua época, se tornando rapidamente mais popular que seus rivais shareware, como é o caso do antigo iNes.
O NESticle foi escrito em C++ e desenvolvido sobre o Microsoft Visual C++ 4.10. O foco inicial do emulador era o da performance: seus requisitos mínimos estavam em torno de um processador com 25MHz, sendo capaz de ser executado em um modesto Pentium ou em computadores com o processador 486 DX2. Sua interface gráfica era colorida e de fácil utilização, contendo vários utilitários que permitiam o utilizador ver, editar e salvar gráficos customizados, paletas, e similares. Dentro de dois meses desde seu lançamento em Abril, o emulador era capaz de tirar fotos durante o jogo, pausar ou resumir o progresso em qualquer ponto do jogo com o uso de save states, editar os gráficos do jogo,
jogar jogos online, gravar a saída de áudio, e fazer uma gravação em vídeo dos jogos. Como seu nome indica, o emulador possui um visual com uma certa quantia de humor obscuro; o ponteiro do mouse, por exemplo, era uma mão desmembrada que pingava sangue, da qual estendia seu dedo indicador.
O código fonte do NESticle foi roubado do computador de Sardu por um cracker chamado de Donald Moore (também conhecido como MindRape) da Damaged Cybernetics, que conseguiu acessar sua rede compartilhada Samba. Devido o incidente, Sardu decidiu descontinuar o NESticle. Em Agosto de 1998, foi lançada uma última versão, chamada de x.xx, que marcou o fim do suporte para o emulador.
O NESticle se tornou obsoleto após os outros progressos na emulação de NES terem progredido. O NESticle tem sido criticado pela filosofia predominantemente baseada em estética, de que certas imagens dos jogos tinham que ser alteradas para rodar especificamente neste emulador. Apesar disso, o emulador tem sido bastante notado devido sua extrema rapidez, especialmente quando se trata da emulação de NES em computadores antigos.
A atual página da web do NESticle é hospedada pelo Zophar's Domain.

## Recepção e legado
Sendo um dos emuladores antigos de NES mais populares, o NESticle influenciou muito a cena da emulação. Sua inovadora capacidade de gravar o gameplay dos jogos e ser usado como uma ferramenta de edição de gráficos, o tornou influente para a música de videogames e para a alteração de consoles de vídeo game, o chamado casemodding. O emulador foi responsável pelo crescimento da emulação na década de 90, e também é notado devido sua influência no cenário de games, como mencionado por colecionadores de video game, dentre eles o afiliado de James Rolfe Pat Contri (conhecido como "Pat, the NES Punk"), Samit Sarkar da Destructoid, e músicos de jogos eletrônicos, os The NESkimos.